# David Weatherley
David Weatherley (* 1. März 1939 in London, England; † 12. Dezember 2024 in Auckland, Neuseeland) war ein britisch-neuseeländischer Schauspieler.

## Leben
David Weatherley wurde in London geboren, hatte aber seit den frühen 1960er-Jahren seinen Lebensmittelpunkt in Neuseeland. Vor seiner Auswanderung nach Neuseeland hatte er bereits fünf Jahre in Kanada in der dortigen Armee gedient. Ab 1962 begann Weatherly seine Karriere als Radio und beim Theater in Neuseeland. Eine seiner ersten Fernsehrollen hatte er 1981 in der Fernseh-Miniserie Under the Mountain, der Verfilmung eines Romans von Maurice Gee. In der gleichnamigen Neuverfilmung des Romans von 2009 übernahm er ebenfalls eine Rolle.
In der Folgezeit erhielt er wiederkehrende Rollen in mehreren Fernsehserien wie Jack Holborn und Home and Away. In den populären 1990er-Jahre-Serien Xena – Die Kriegerprinzessin und Hercules wirkte er in jeweils einer Folge mit. International bekannt wurde er durch seine Rolle als Gastwirt Gerstenmann Butterblume in Peter Jacksons Spielfilm Herr der Ringe: Die Gefährten aus dem Jahr 2001. In der englischen Version des Spieles Lego: Der Herr der Ringe lieh er ebenfalls Butterblume seine Stimme. 2004 übernahm er eine weitere stimmliche Rolle in dem Animationsfilm Star Wars: Knights of the Old Republic II: The Sith Lords. Späte Auftritte hatte Weatherly als Spencer in der Power Rangers-Serie von 2007 sowie in den Serien Legend of the Seeker – Das Schwert der Wahrheit und Hounds. Insgesamt umfasst sein filmisches Schaffen rund 40 Film- und Fernsehproduktionen.
Weatherly war geschieden und Vater von zwei Kindern. Er starb 2024 im Alter von 85 Jahren nach längerer Krankheit.

## Filmografie (Auswahl)
- 1981: Under the Mountain (Fernseh-Miniserie, 5 Folgen)
- 1982: Jack Holborn (Fernseh-Miniserie, 3 Folgen)
- 1983: Prisoners
- 1984: Other Halves
- 1984: Second Time Lucky
- 1984: Robot Maniac
- 1985: Counter Measures
- 1988: Talkback (Fernsehfilm)
- 1989: Beyond Gravity
- 1989: Worzel Gummidge Down Under (Fernsehserie, 2 Folgen)
- 1989: A Country Practice (Fernsehserie, 1 Folge)
- 1990–1991: Home and Away (Fernsehserie, 20 Folgen)
- 1992: Daydream Believer – Pferde sind die besseren Menschen (The Girl Who Came Late)
- 1992: Mein Großvater ist ein Vampir (My Grandpa Is a Vampire)
- 1992: Chess
- 1996: Xena – Die Kriegerprinzessin (Xena: Warrior Princess; Fernsehserie, 1 Folge)
- 1998: Hercules (Fernsehserie, 1 Folge)
- 2000: The Potato Factory (Fernseh-Miniserie, 4 Folgen)
- 2001: Der Herr der Ringe – Die Gefährten (The Lord of the Rings: The Fellowship of the Ring)
- 2004: Star Wars: Knights of the Old Republic II: The Sith Lords (Videospiel, Sprechrolle)
- 2007: Ranger Arsenal (Video-Kurzfilm)
- 2007: Ranger Bios (Video-Kurzfilm)
- 2007: Power Rangers Operation Overdrive (Fernsehserie, 32 Folgen)
- 2007: Ranger Vehicles (Video-Kurzfilm)
- 2009: Under the Mountain
- 2012: Hounds (Fernsehserie, 6 Folgen)
- 2019: Mosley (Sprechrolle)